# ساوتمید (تگزاس)
ساوتمید، تگزاس(به انگلیسی: Southmayd, Texas) شهری در ایالت تگزاس از ایالات جنوبی ایالات متحده آمریکا است. در سرشماری سال ۲۰۰۰، جمعیت این شهر ۹۹۲ نفر اعلام شد.